# تشيستر دبليو. رايت
تشيستر دبليو. رايت (بالإنجليزية: Chester W. Wright)‏ هو اقتصادي ومؤرخ أمريكي، ولد في 1879، وتوفي في 1966.